# Lawra District
Koordinaten: 10° 45′ N, 2° 49′ W
Der Lawra District im Nordwesten Ghanas war der kleinste von acht Distrikten der Upper West Region. Er wurde 1988 gegründet und 2012 in die Distrikte Lawra Municipal und Nandom Municipal aufgeteilt. Lawra hatte sowohl im Westen als auch im Norden eine gemeinsame Grenze mit dem Nachbarland Burkina Faso. Der Distrikt beherbergte mit Lawra und Nandom zwei Paramouncies, also Gebiete traditioneller Autoritäten.

## Ethnische Struktur
Innerhalb des Distrikts befanden sich Sisaala und Dagaara sprechende Gruppen, zwischen denen es in der Vergangenheit zu erheblichen Konflikten um Landrechte gekommen ist. Die Sisaala sprechende Bevölkerung gehört zum Paramouncy Lambussie, die Dagara zu Nandom.

## Bedeutendere Ortschaften
Nur drei Ortschaften im Distrikt, Lawra, Babile und Nandom, hatten städtischen Charakter, also mehr als 5000 Einwohner.
- Lawra
- Babile
- Nandom
- Boo
- Doweni
- Bu
- Nabugangn
- Kunyukuo
- Puffien Baagangn
- Brutu
- Lissa
- Eremon-Zinpen
- Tantuo
- Kogle
- Naapaal
- Eremon Yagra Ku-Ongzigre
- Tome Kokoduor
- Kentuo
- Munyopele
- Eremon-Kuo-Ang (Naburanye)

## Persönlichkeiten
- Richard Baawobr MAfr (1959–2022), Bischof von Wa und Kardinal